# Stamnodes apicata
Stamnodes apicata là một loài bướm đêm trong họ Geometridae.